# ملینا د سگورا
مُلینا دِ سِگورا (به اسپانیایی: Molina de Segura) یکی از شهرداری‌های کومارکای شرقی و در بخش خودمختار مورسیا در کشور اسپانیا قرار دارد. تا سال ۲۰۱۰ مساحت این شهرداری ۱۶۹ کیلومتر مربع و جمعیت آن ۶۵۸۱۵ تَن می‌باشد.
در این شهر دیوارهای بجا مانده از سده‌های ۱۱-۱۳ میلادی از حکومت موحدون وجود دارد.